# Erfoud
Erfoud (en berbère : ⴰⵔⴼⵓⴷ(Arfud) , en arabe : أرفود) est une ville du Maroc. Elle est située dans la région de Drâa-Tafilalet.

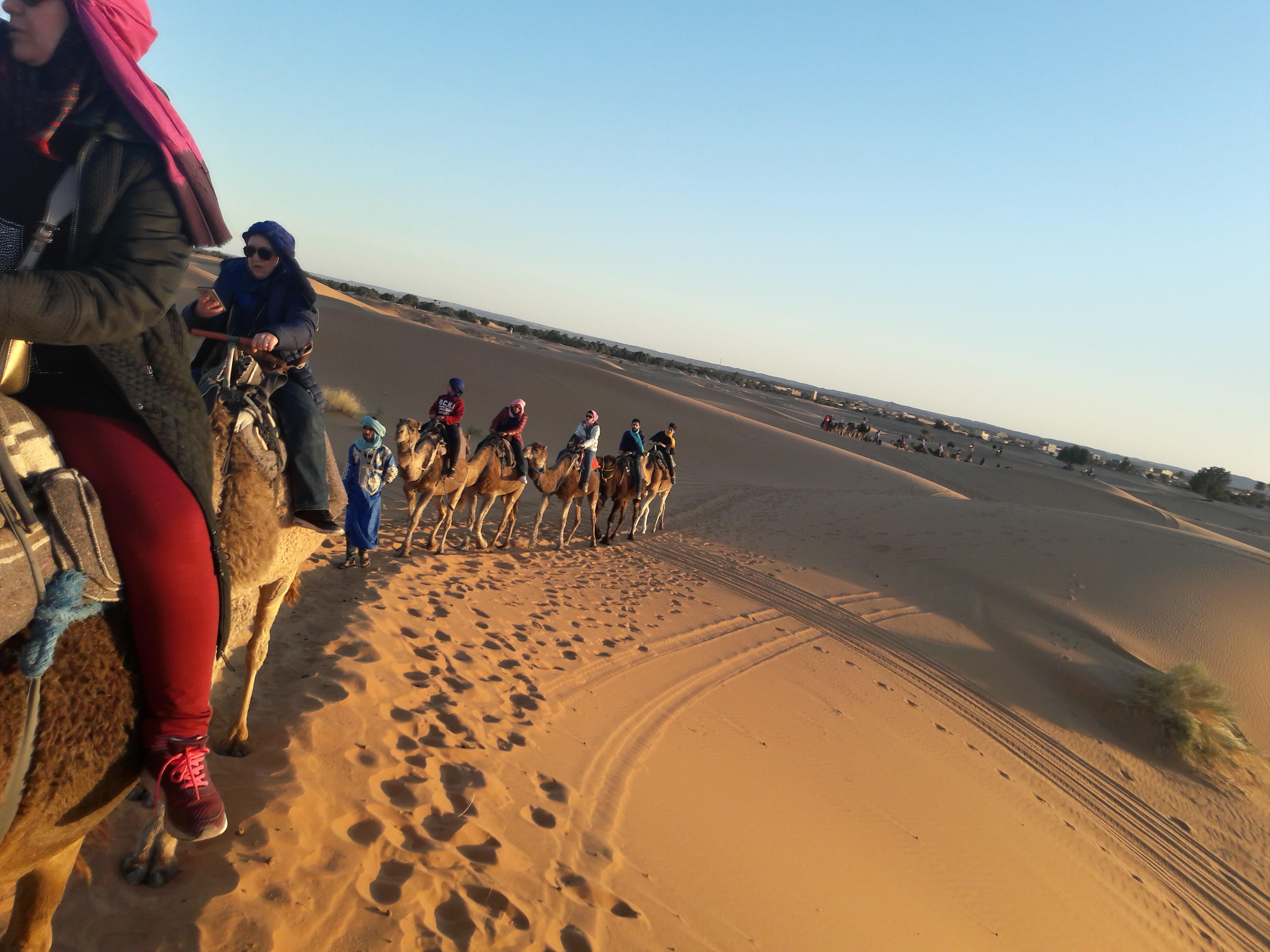
Promenade à dos de dromadaire au sud d'Erfoud.

Immense oasis, Erfoud est la capitale du Tafilalet (sud-est du Maroc), au nord de Rissani, le berceau de la dynastie alaouite. 
Erfoud est une ville qui possède encore quelques maisons traditionnelles en pisé. 
Elle est à l'une des deux extrémités de la route du Ziz, empruntant le tunnel de Foum Zabel, creusé par la Légion étrangère en 1928.

## Centre d'intérêt
Au mois d'octobre, Erfoud devient « capitale de la datte ». Pendant trois jours la Guetna anime la ville. C'est la fête des dattes, pour clore la récolte. Danses folkloriques et concours des plus belles dattes attirent des milliers de visiteurs. Cette fête est devenue le salon international des dattes à partir de l'année 2010.
Erfoud est une des dernières villes avant le désert.
Ses paysages et son climat en font le deuxième centre de réalisation de films de fiction internationaux.
Cette ville possède également un environnement adéquat pour la recherche spatiale européenne. En effet, la topologie et les conditions d’accueil sur place sont propices à de nombreux essais. 
Plusieurs robots européens ont pu sillonner les surfaces sablonneuses ou rocailleuses de cette zone. Par ailleurs, cette région présente de nombreuses similitudes avec la planète Mars d’un point de vue géologique ou par sa ressemblance topographique.  
Erfoud est également une énorme réserve de fossiles et l’un des plus gros marchés paléontologiques du monde. Cette spécificité s’explique par l’existence d'une mer à cet endroit il y a 500 millions d’années. En se retirant, elle a laissé des fossiles marins. On peut y trouver des squelettes fossilisés de dinosaures âgés de 65 millions d’années. Les fossiles se retrouvent dans la pierre extraite de carrières pour en faire des objets décoratifs.

## Galerie

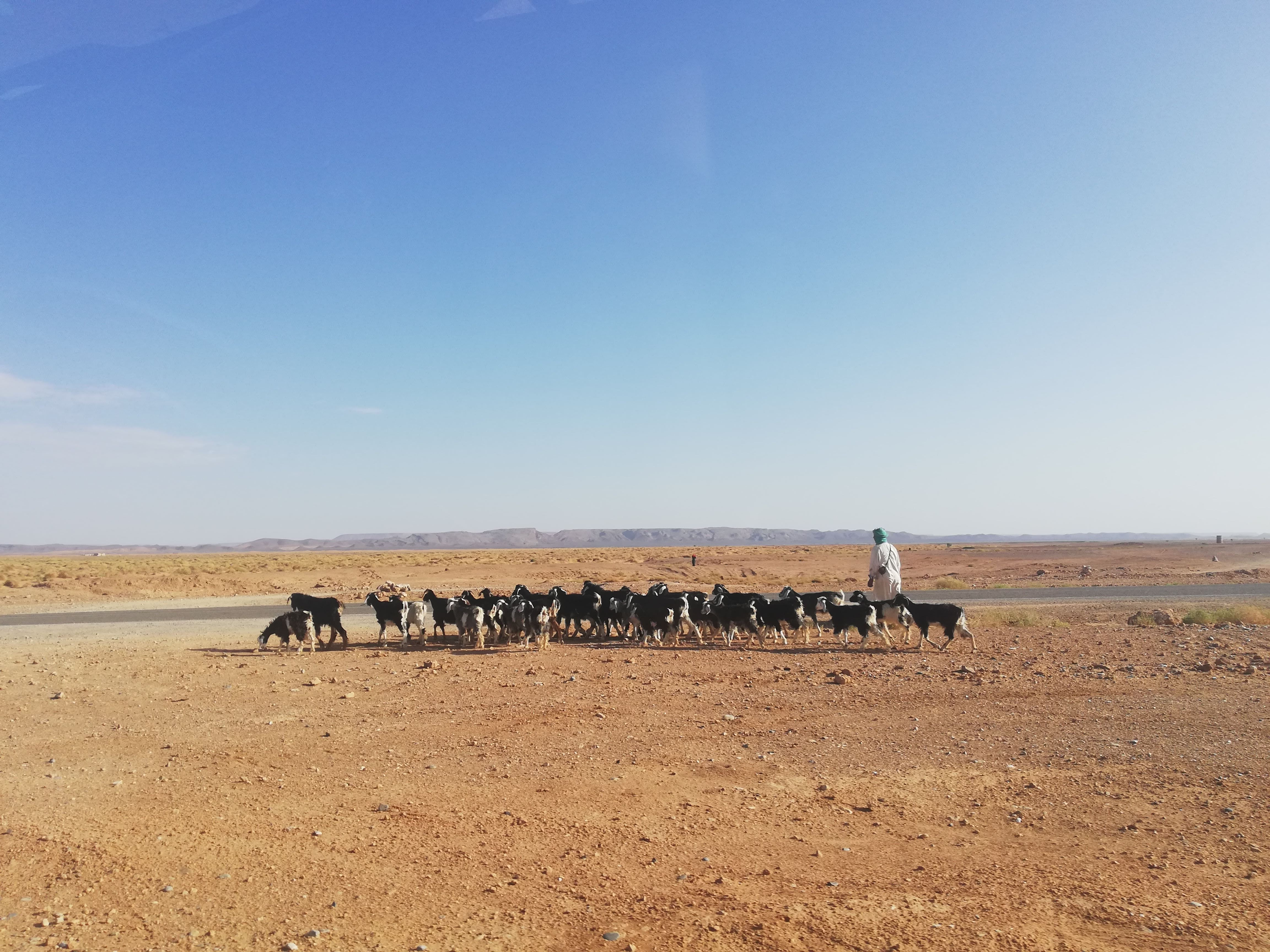
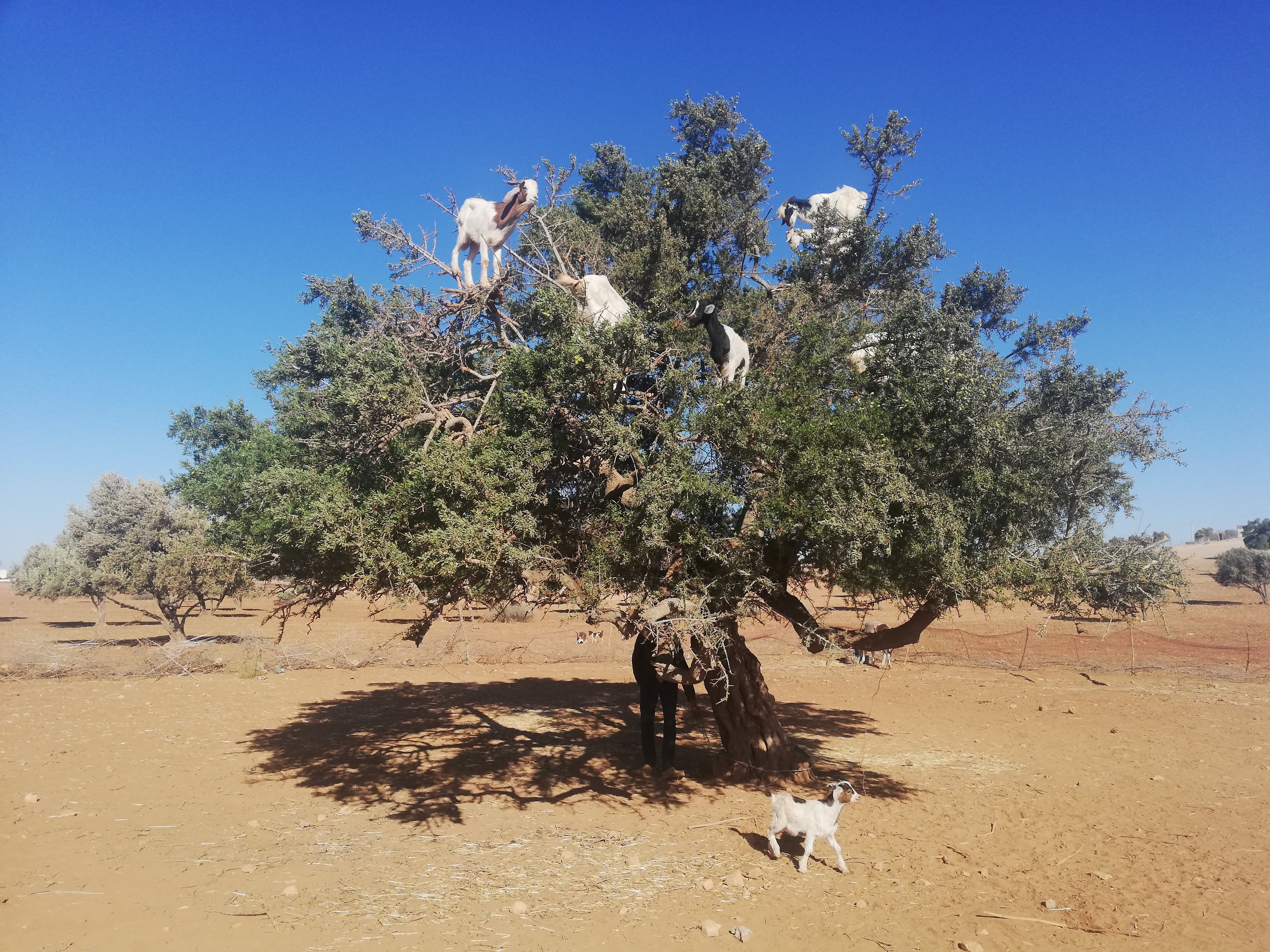
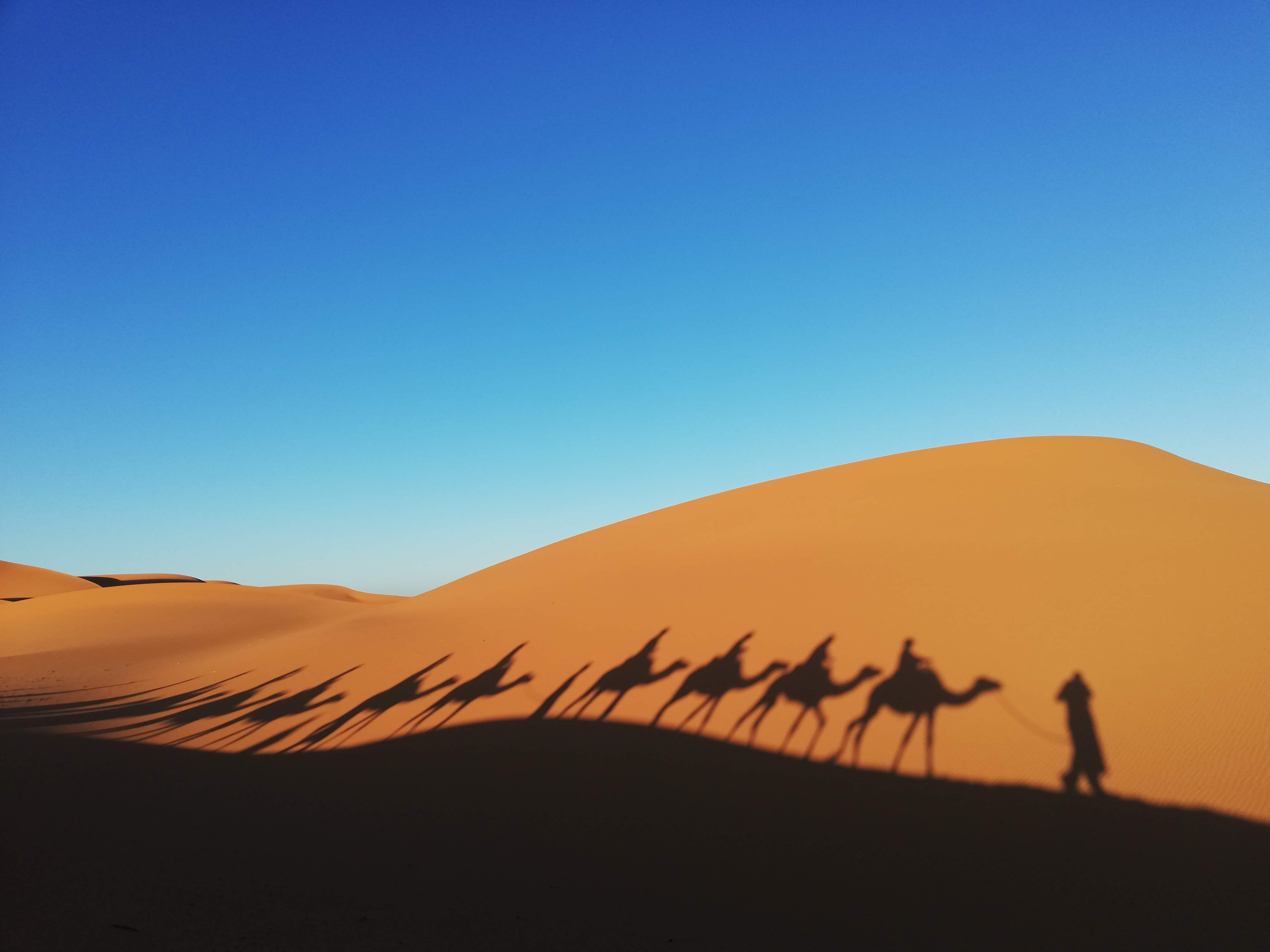
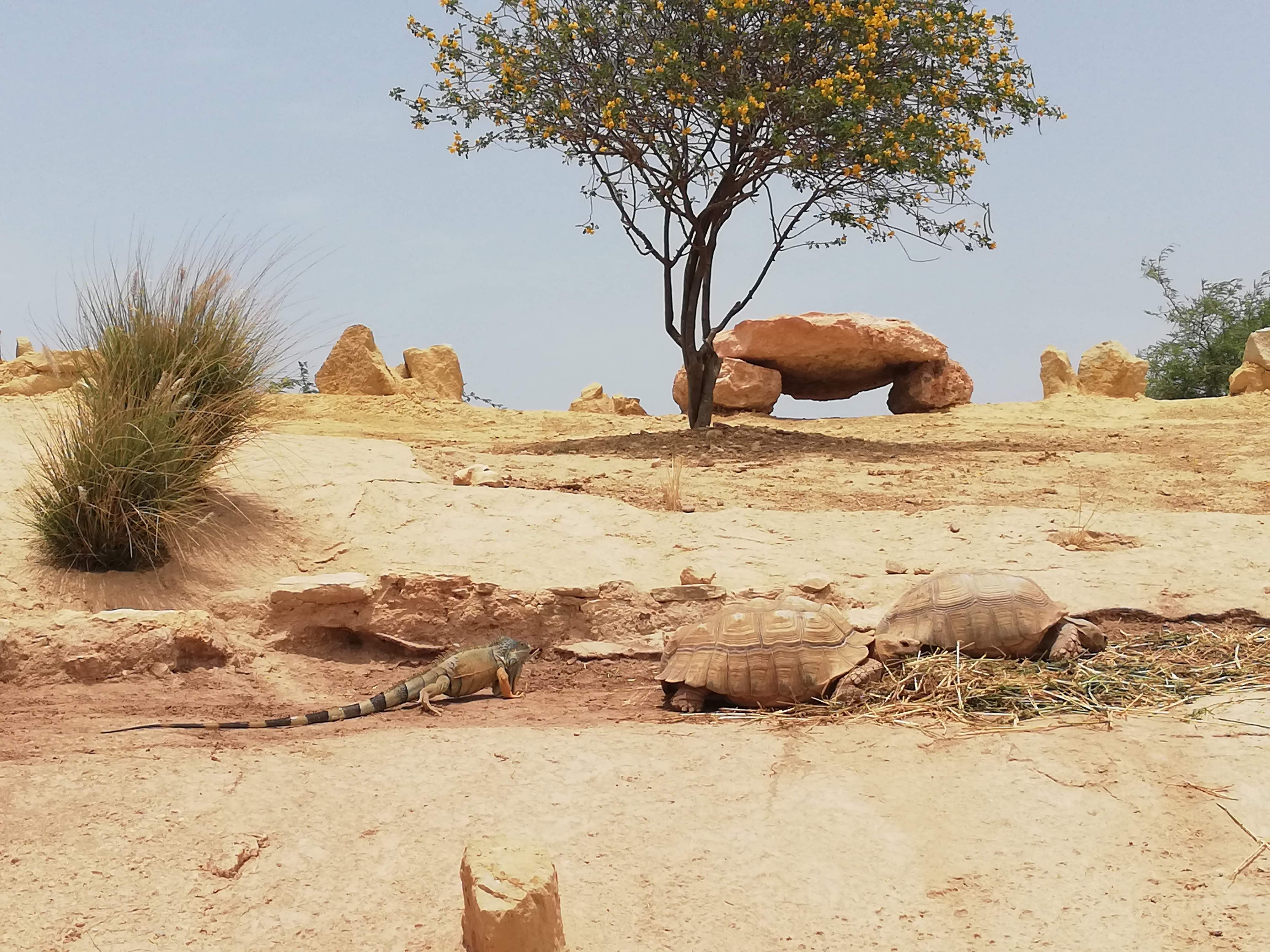
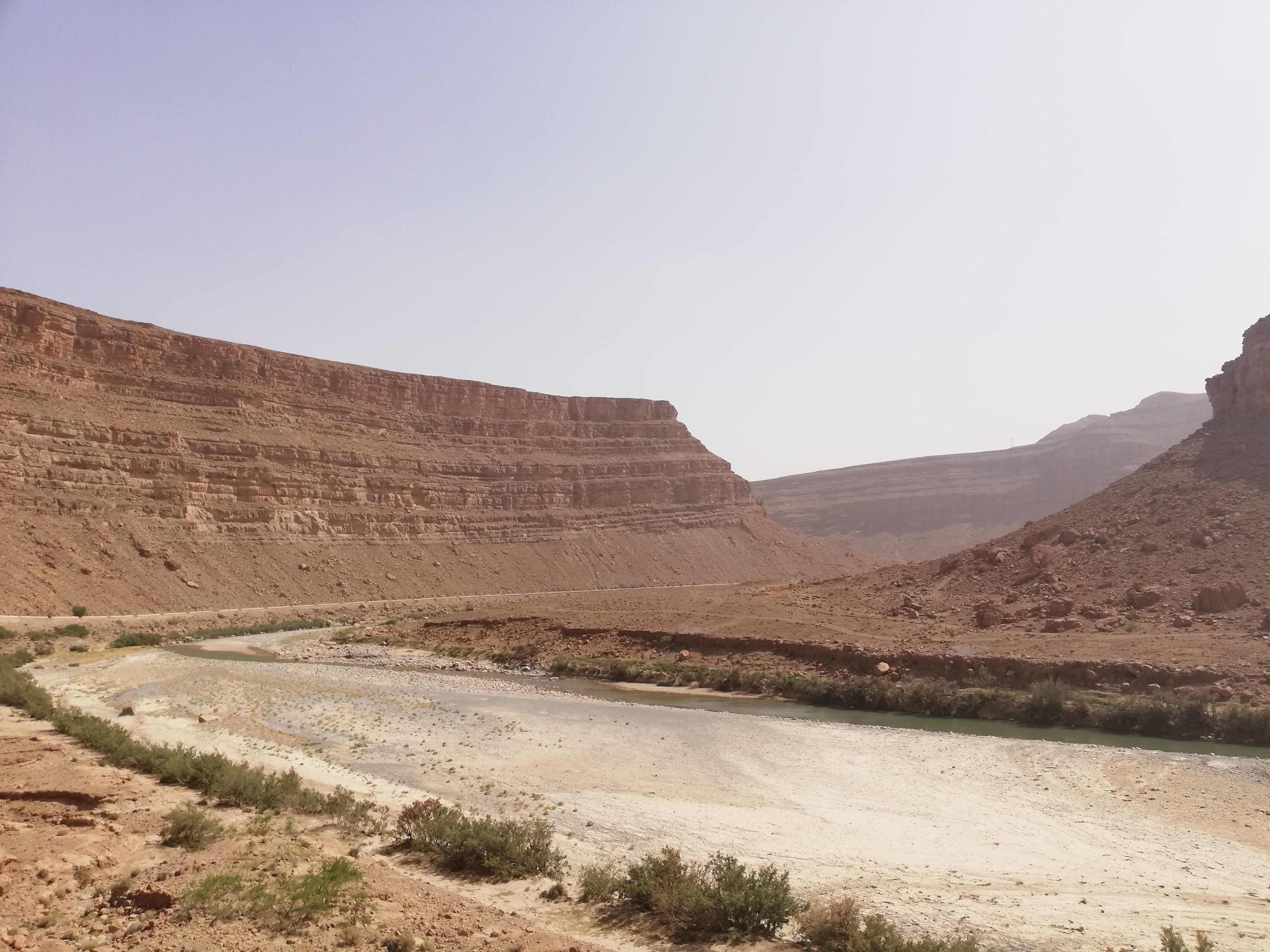
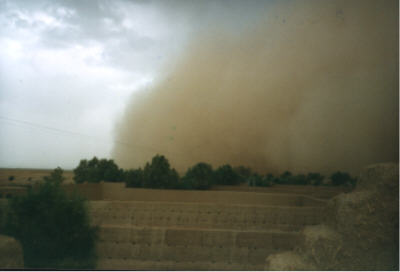
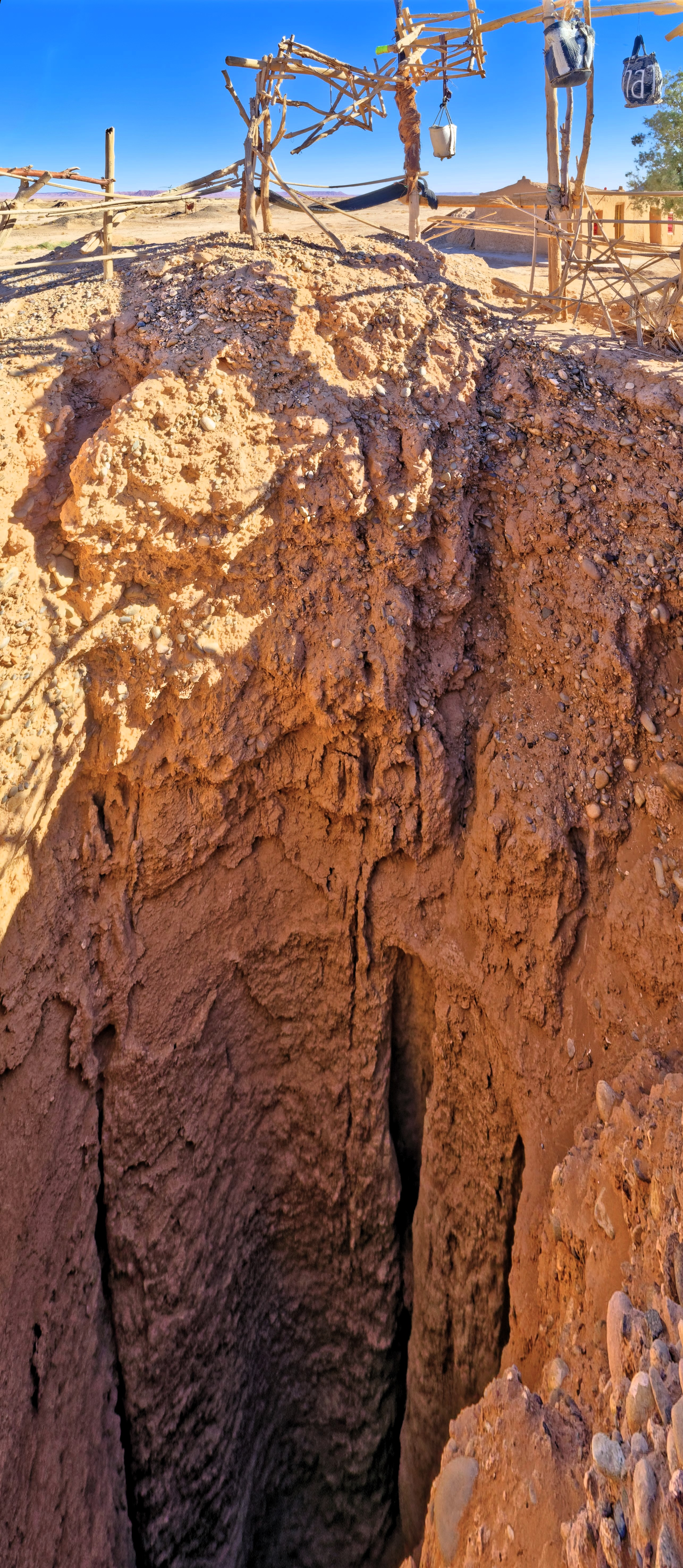
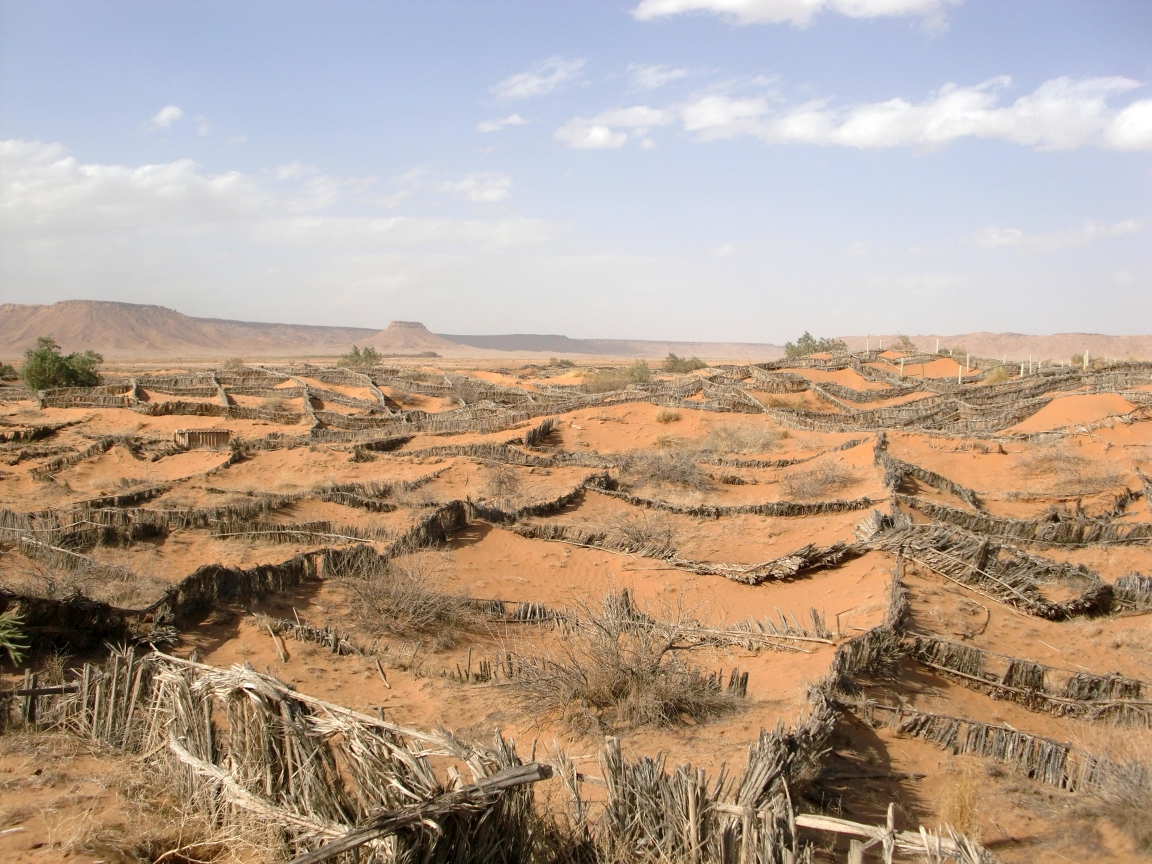
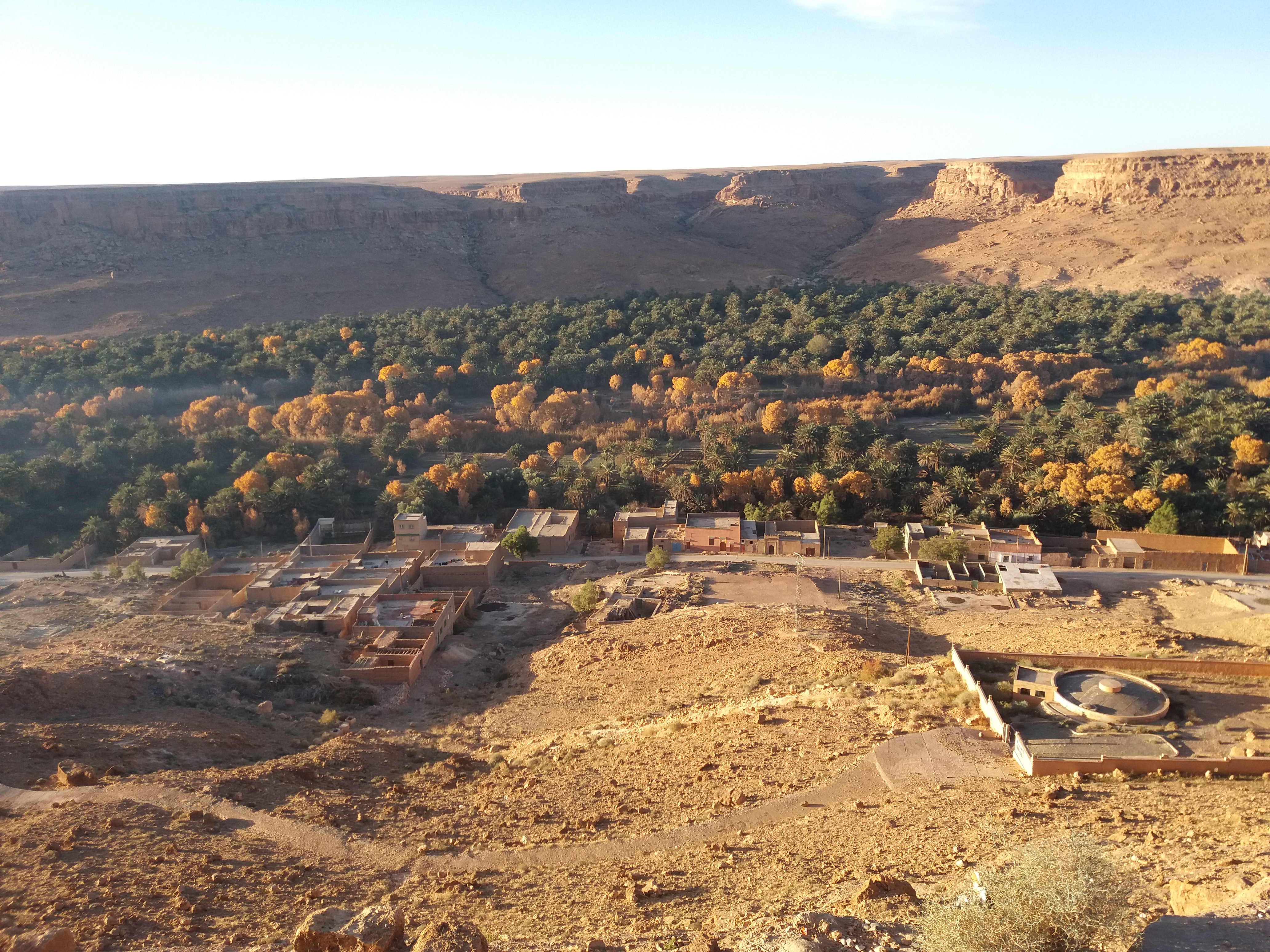
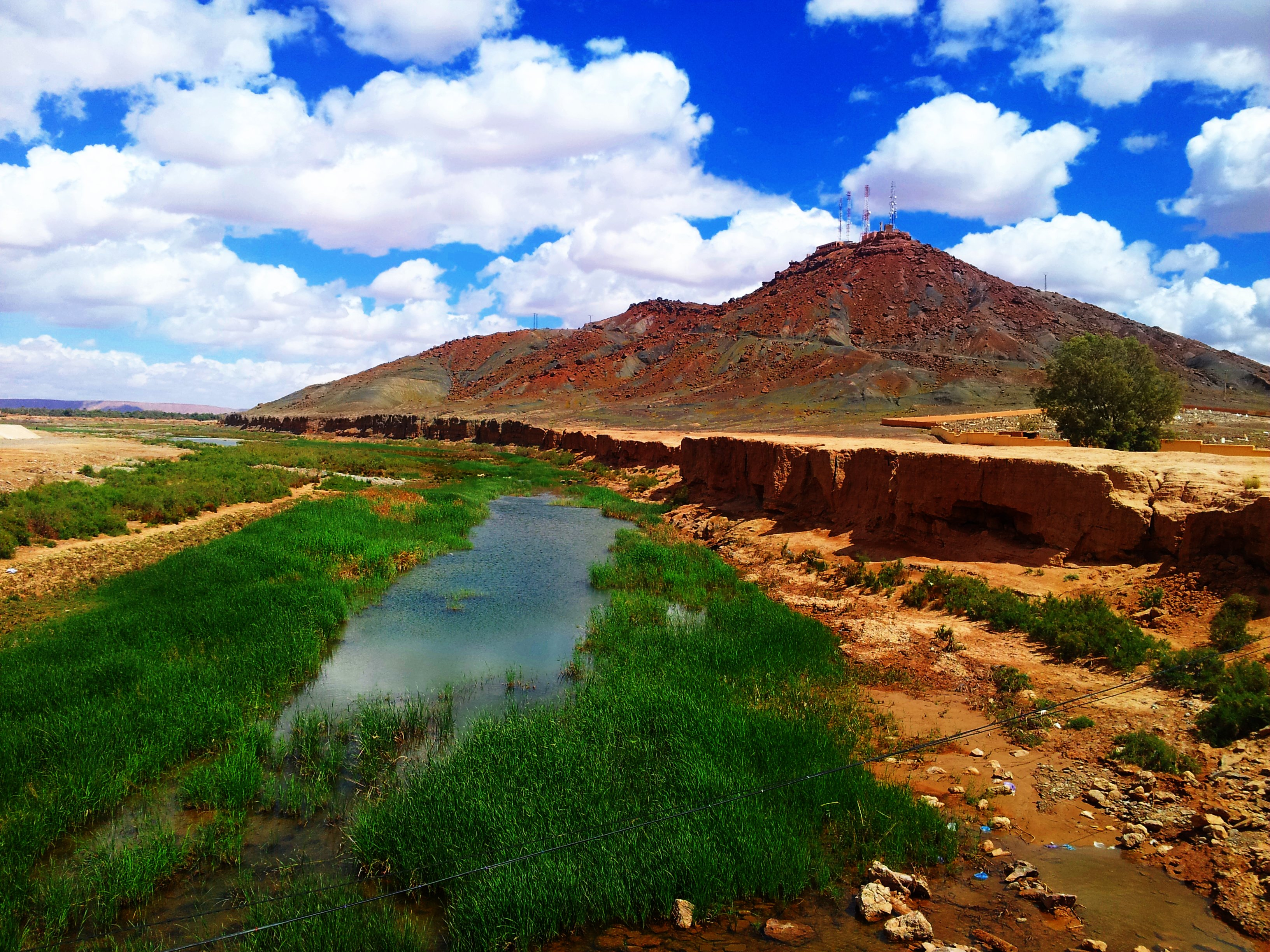
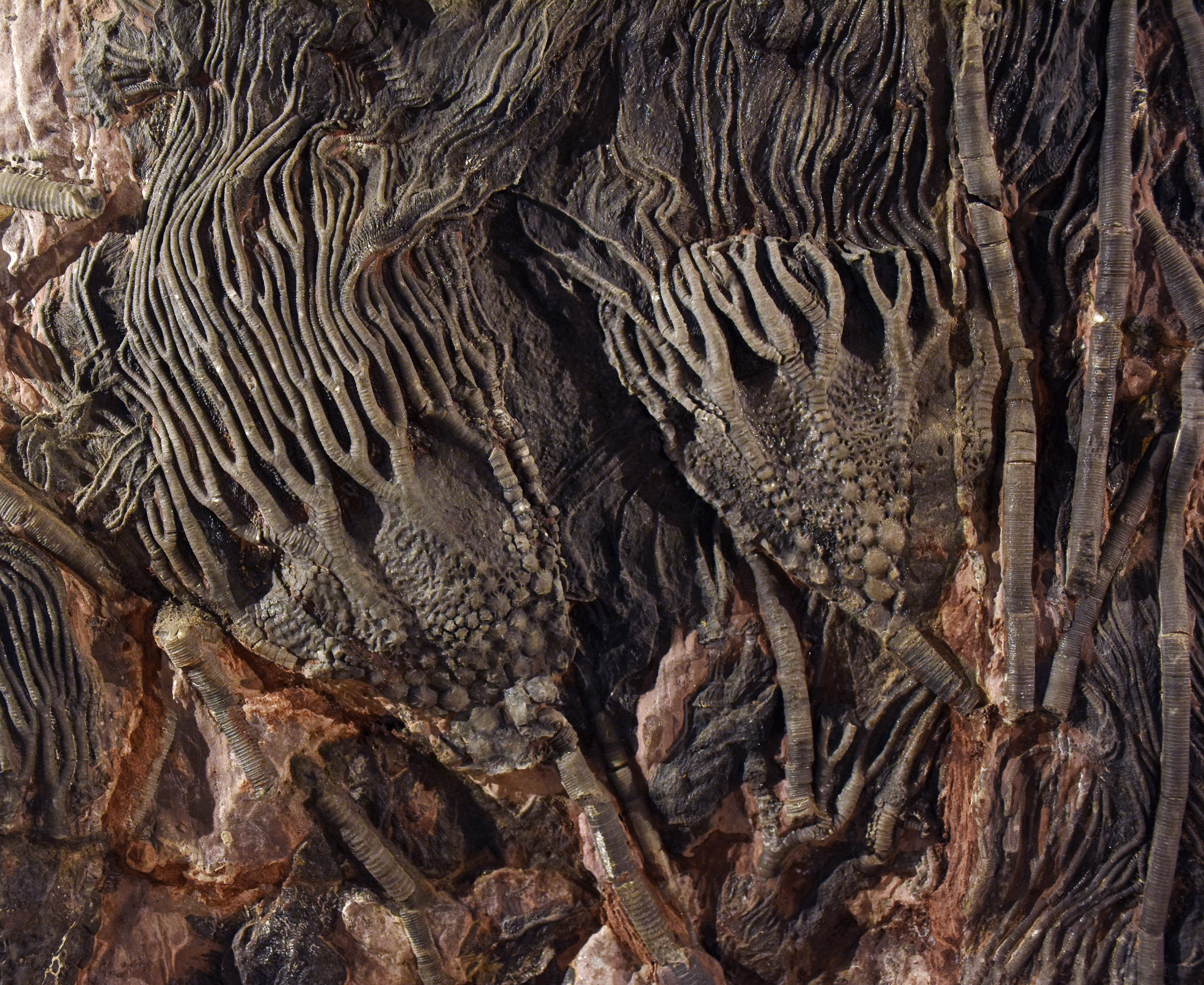
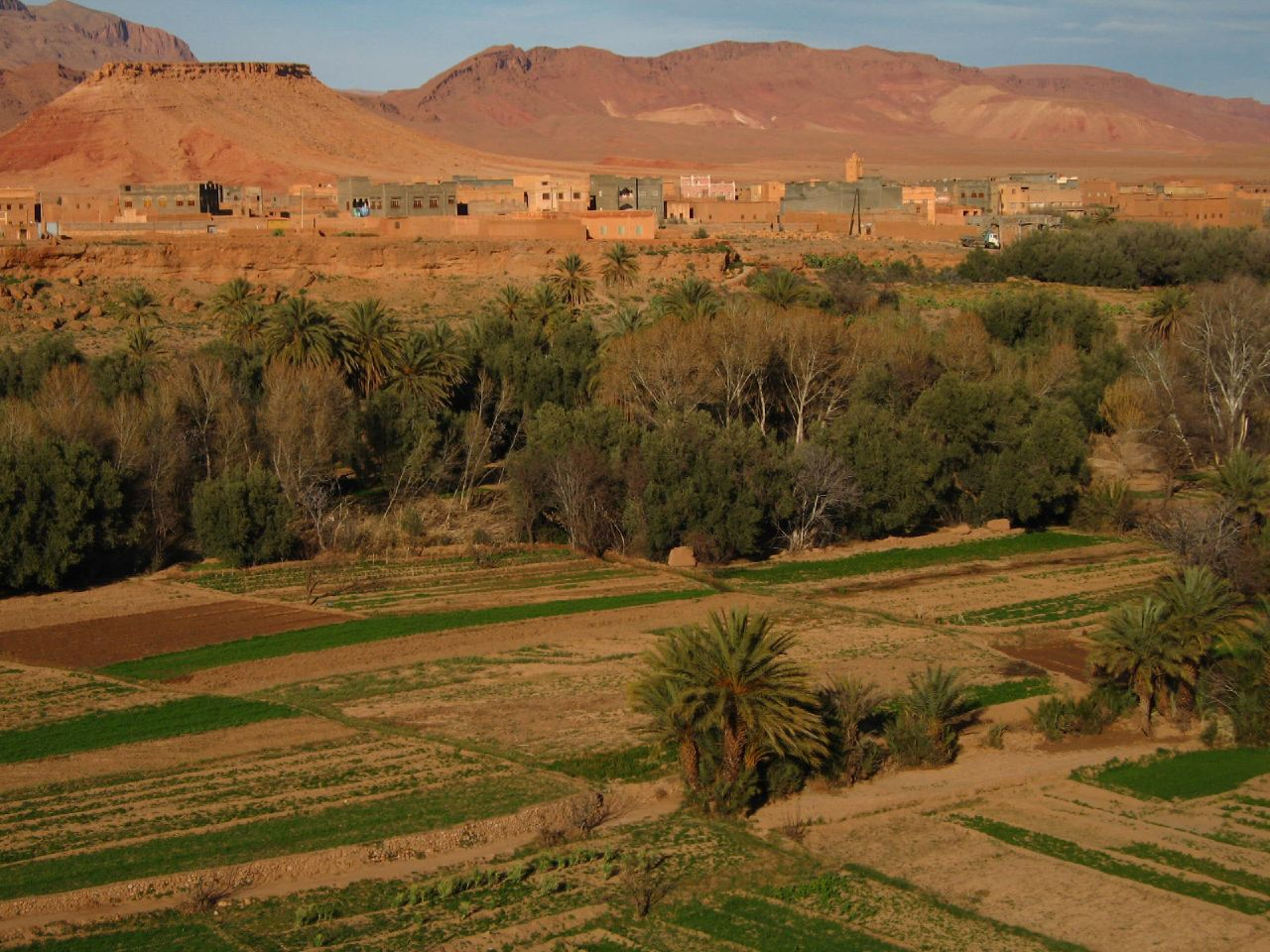
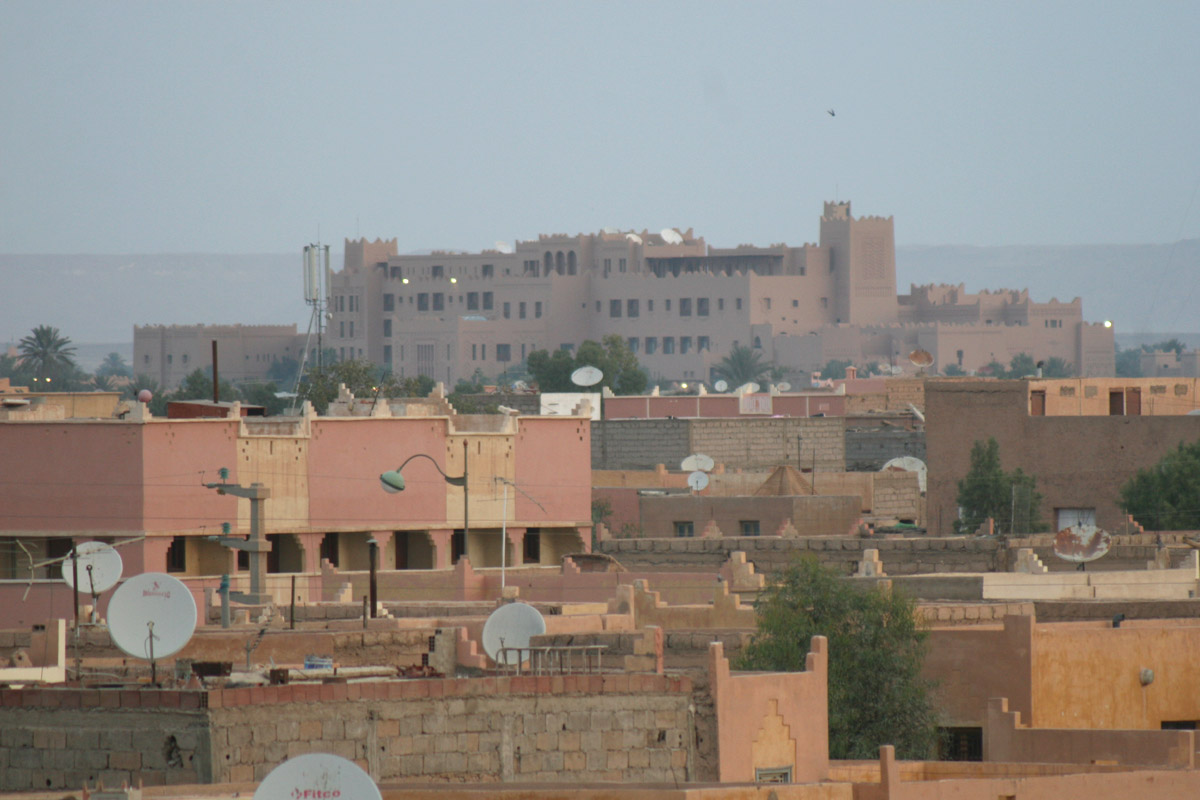